# باولو سيرجيو غرالاك
باولو سيرجيو غرالاك (18 سبتمبر 1969

 في ريبوكاس) (بالإنجليزية: Paulo Sérgio Gralak)‏ لاعب كرة قدم برازيلي معتزل كان يجيد اللعب في خط الدفاع .
لعب غرالاك في أندية بينهيروس (1988-1989) بارانا (1989-1993) كورينثيانز (1993-1994) قرطبة (1994-1995) بوردو (1996-1998) إسطنبول سبور (1998-2001) .
ساهم غيرالاك في تتويج نادي بارانا ببطولة دوري الدرجة الثانية 1992 وببطولة ولاية بارانا 1991 و1993 .

## وصلات خارجية
- باولو سيرجيو غرالاك على موقع اتحاد تركيا (لاعب) (الإنجليزية)
- باولو سيرجيو غرالاك على موقع رابطة كرة القدم الفرنسية للمحترفين (الإنجليزية)
- باولو سيرجيو غرالاك على موقع قاعدة بيانات كرة القدم.إي يو (الإنجليزية)
- باولو سيرجيو غرالاك على موقع Soccerbase.com (لاعب) (الإنجليزية)
- باولو سيرجيو غرالاك على موقع Soccerway.com (الإنجليزية)
- باولو سيرجيو غرالاك على موقع عالم كرة القدم.نت (الإنجليزية)